# Spectrum (Rakete)
Die Spectrum ist eine in Entwicklung befindliche Trägerrakete des bayerischen Raumfahrtunternehmens Isar Aerospace. Sie besteht aus zwei Stufen mit Flüssigkeitstriebwerken und soll für den Start von Kleinsatelliten verwendet werden. Mit höchstens einer Tonne Nutzlast zählt sie zu den „leichten“ oder kleinen Trägerraketen. Der erste Start einer Spectrum fand am 30. März 2025 vom norwegischen Weltraumbahnhof Andøya Spaceport statt. Er endete nach weniger als einer Minute mit dem Absturz der Rakete.

## Aufbau und Daten
Die Spectrum besteht aus zwei Stufen, die aus kohlenstofffaserverstärktem Kunststoff gefertigt werden. Sie ist 28 Meter lang und hat einen Durchmesser von 2 Metern. Die Rakete soll bis zu 1000 kg Nutzlast in niedrige Erdumlaufbahnen und 700 kg in sonnensynchrone Umlaufbahnen bringen können. Es werden oder wurden zwei verschieden große Nutzlastverkleidungen angeboten.
Die erste Raketenstufe wird von neun Flüssigkeitstriebwerken namens „Aquila“ mit insgesamt 675 kN Schub angetrieben. Sie soll engine out capability haben, das heißt bei Ausfall eines Motors wäre das Missionsziel nicht gefährdet. In der zweiten Stufe wird eine Vakuumversion des Triebwerks mit 94 kN Schub und Mehrfachzündfähigkeit verwendet. Letzteres soll komplexe Bahnmanöver ermöglichen, um zum Beispiel mehrere Satelliten in verschiedene Umlaufbahnen zu bringen. Die Triebwerke werden mit Propan und Flüssigsauerstoff betrieben. Laut älterer Herstellerangaben arbeiten sie mit dem Gasgeneratorverfahren.

## Entwicklung und Erprobung
Der erste Testflug einer Spectrum wurde zunächst für das Jahr 2021, dann für 2022 und 2023 angestrebt. Nach Angaben des Herstellers fanden von März 2022 bis März 2023 auf dem Gelände des schwedischen Raketenstartplatzes Esrange insgesamt 124 Testläufe des Aquila-Triebwerks statt. Im November 2023 waren am Hauptsitz von Isar Aerospace in Ottobrunn die Bauteile der ersten Rakete in Produktion.
Im Februar 2025 meldete Isar Aerospace, dass die Rakete nach erfolgreichen Testläufen der beiden Stufen für ihren Erstflug vom Andøya Spaceport bereit sei.
Eine Starterlaubnis wurde am 17. März 2025 von der norwegischen Zivilluftfahrtbehörde erteilt.
Der Erstflug trug die Missionsbezeichnung „Going Full Spectrum“. Ein erster Startversuch wurde für den 24. März 2025 angesetzt, aber wegen zu starker Winde abgesagt, als die Rakete bereits vollgetankt auf dem Starttisch stand.
Beim zweiten Versuch am 30. März 2025 hob die Rakete ab und begann nach etwa 20 Sekunden zu taumeln. Sie geriet außer Kontrolle, stürzte neben dem Startplatz ins Meer und explodierte.

## Startplätze
Als Standorte für den Startplatz waren zunächst Norwegen und Schweden im Gespräch. Konkrete Vereinbarungen für mögliche Starts traf Isar Aerospace mit den Betreibern des europäischen Raumfahrtzentrums Guayana und eines geplanten Weltraumbahnhofs am norwegischen Raketenstartplatz Andøya Spaceport. Der Weltraumbahnhof Andøya wurde im November 2023 im Beisein des Kronprinzen Haakon von Norwegen „offiziell eröffnet“, obwohl noch kein Orbitalstartplatz fertiggestellt war.

## Starts

### Auftragseingang
Die Ludwig-Maximilians-Universität München (LMU) kündigte Anfang 2019 die Entwicklung eines Forschungssatelliten an, der 2026 mit der Spectrum starten solle. Zunächst sind jedoch zwei Demonstrationsflüge geplant. Die dafür nötige Qualifikation der Rakete und die beiden Starts selbst werden von der Europäischen Weltraumorganisation (ESA) mit elf Millionen Euro gefördert. Diese Subvention erfolgt im Rahmen des ESA-Programms Commercial Space Transportation Services and Support (C-STS, „Kommerzielle Weltraumtransportdienste und - unterstützung“). Isar Aerospace erhielt sie im Jahr 2021 als Gewinner des „deutschen Wettbewerbs für Mikrolauncher“ (Kleinst-Trägerraketen) des Deutschen Zentrums für Luft- und Raumfahrt (DLR). Die beiden Demonstrationsflüge wurden damals für 2022–2023 angekündigt.
Einen ersten kommerziellen Startauftrag für die Spectrum erhielt Isar Aerospace im April 2021 von Airbus Defence and Space. Er betrifft den Start eines Erdbeobachtungssatelliten. Ein Termin für diese Mission wurde nicht genannt.
Im Oktober 2021 gab Isar Aerospace eine Startvereinbarung mit OroraTech bekannt, einem Münchner Start-up-Unternehmen, das den Aufbau eines satellitengestützten Waldbrand-Überwachungssystems vorbereitete. Geplant sei der Start von mindestens zehn Satelliten in sonnensynchrone Umlaufbahnen im Zeitraum von 2022 bis 2026. Die ersten elf OroraTech-Satelliten starteten dann von Januar 2022 bis März 2025 mit Transporter-Flügen des amerikanischen Startdienstleisters SpaceX und mit einer neuseeländischen Electron-Rakete.
Im Oktober 2021 wurde auch ein Auftrag des bulgarischen Raumfahrtunternehmens EnduroSat vermeldet. Dieser umfasse den Start mehrerer Satelliten im Zeitraum von 2022 bis 2025. Die Satelliten sollen mit Rideshare-Missionen vom Weltraumbahnhof Andøya aus ins All gebracht werden. Es folgten weitere Pressemitteilungen von Isar Aerospace über Startvereinbarungen mit Rideshare-Dienstleistern und Betreibern von Raumschleppern.
Im März 2025 erhielt Isar Aerospace den Auftrag, 2026 zwei Raumkapseln des japanischen Unternehmens Elevation Space zu starten.

### Erfolgte Starts
Stand: 31. Mai 2025
| Datum         | Startplatz | Nutzlasten             | Orbit | Anmerkungen |
| ------------- | ---------- | ---------------------- | ----- | --- |
| 30. März 2025 | Andøya     | Testflug ohne Nutzlast |       | Fehlschlag Missionsname: Going Full Spectrum Die Rakete geriet etwa 20 bis 25 Sekunden nach dem Abheben außer Kontrolle und stürzte daraufhin ins Meer. |

### Angekündigte Starts
Als Datum ist in der folgenden Tabelle jeweils das von Isar Aerospace oder vom Kunden angekündigte Startjahr angegeben. Diese Termine sind teils veraltet.
| Datum                | Startplatz  | Nutzlasten                                                | Orbit    | Anmerkungen                                  |
| Starts               | Starts      | Starts                                                    | Starts   | Starts                                       |
| -------------------- | ----------- | --------------------------------------------------------- | -------- | -------------------------------------------- |
| 2023                 | Andøya      | MSAE-Otters CyBEEsat 3× TOM FRAMSat-1 TRISAT-S            | SSO      | 1. Demonstrationsflug, gefördert von der ESA |
| 2023–2024            | Andøya      | 19 Technologieerprobungssatelliten                        | LEO      | 2. Demonstrationsflug, gefördert von der ESA |
| 2026                 | Andøya      | Spaceflight-Rideshare                                     | SSO      |                                              |
| 2026                 |             | AOBA (Raumkapsel-Testflug)                                |          |                                              |
| 2026                 |             | LMU-Forschungssatellit                                    |          | Stand 2019                                   |
| 2028                 | Andøya      | AOS (2 Erdbeobachtungssatelliten)                         |          |                                              |
| ?                    |             | Airbus-Erdbeobachtungssatellit                            | SSO      | Stand 2021                                   |
| Rideshare-Nutzlasten |             |                                                           |          |                                              |
| 2022 bis 2025        | Andøya      | Kleinsatelliten von EnduroSat                             |          |                                              |
| 2022 bis 2026        |             | mindestens 10 OroraTech-Satelliten (Waldbrandüberwachung) | SSO      |                                              |
| 2023                 | Andøya      | ION-Raumschlepper von D-Orbit                             | SSO      |                                              |
| 1. Quartal 2024      | Andøya      | Astrocast-IoT-Kommunikationssatellit                      | SSO      |                                              |
| 2024–2029            | Andøya, CSG | mehrere Exotrail-Raumschlepper                            | LEO, GTO |                                              |